# Michelle Williams
Michelle Ingrid Williams, ameriška filmska in televizijska igralka, * 9. september 1980 Kalispell, Montana, ZDA.
Prvič igrala najstniški seriji Simpatije in kasneje igrala v celovečernih filmih, kot je Gora Brokeback, za katero je bila nominirana za oskarja kot najboljša stranska igralka. Igrala je tudi v filmih Venom in Venom: Let There Be Carnage, kjer je upodobila Anne Weying. 
Leta 2018 je bila Williamsova nominirana za zlati globus za vlogo Gail Getty v filmu Ves denar sveta. Leta 2023 je bila za vlogo v filmu Fabelmanovi nominirana za oskarja za najboljšo igralko.  